# Tomba QV80
La Tomba QV80 pertany a Tuya, la Gran esposa reial de Seti I i mare de Ramsés II, de la Dinastia XIX d'Egipte. És a la Vall de les Reines, a la ribera occidental del Nil, a Egipte.
K. R. Lepsius a penes fa esment d'aquesta tomba, classificada amb el número 7 de la seua llista. La tomba apareix catalogada sense número en la llista de Porter i Moss. En un informe de Demas i Neville se'n fa una descripció més detallada per a l'Institut de Conservació Getty.

## Descripció
La tomba es troba a l'oest de la QV66, la tomba de Nefertari. Es creu que Tuya va morir al voltant de l'any 22 del regnat del seu fill Ramsés II.(3) Perquè aparegué la troballa d'una inscripció en un pot datada d'aquell any, i s'hi indica:
| « | Any 22: Vingué, (...) de la gran vinya de A(... del) rei de l'Alt i Baix Egipte], Usermaatre Setepenre, L.P.H., a l'estat d'Amon, (...) | » |

El recinte consta d'un petit passadís, un vestíbul i una cambra interior. Les pintures no es troben pas en bon estat per l'ús posterior de la tomba. A dins es van trobar objectes com ara el cap d'un dels vasos canopis, fragments d'un sarcòfag i uixebtis.(3)
La tomba es va reutilitzar durant el Tercer Període Intermedi, i potser també durant les èpoques ptolemaica i copta.(3)